# Duke Ellington Orchestra

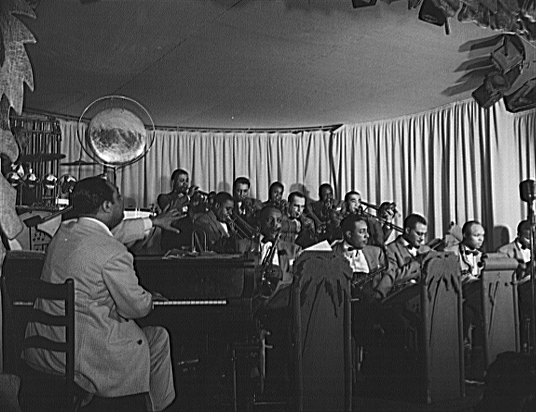
Duke Ellington und das Duke Ellington Orchestra 1943

Das Duke Ellington Orchestra (auch: Duke Ellington and his Orchestra, zunächst The Washingtonians) war eine Jazzband des Swing von den 1920er bis in die 1970er Jahre in unterschiedlichen Besetzungen, geleitet von Duke Ellington.

## The Washingtonians
Die Ursprünge des „Duke Ellington Orchestra“ (im weiteren: DEO) liegen in den Probesessions Duke Ellingtons um 1917 mit den Miller-Brüdern in der True Reformers Hall in Washington, D.C.
An den Proben beteiligte sich auch Otto „Toby“ Hardwick, zuerst als Bassist, später mit einem C-Melody-Saxophon. Er wurde so zum ersten Mitglied des DEO; nach ihm kam Arthur Whetsol in die Band und der Schlagzeuger Sonny Greer, dem Ellington näher stand als irgendeinem anderen Musiker seines Orchesters. Der letzte Zugang der ersten Band war der Banjospieler Elmer Snowden, der im Unterschied zu den anderen Musikern schon eine Weile als Berufsmusiker gearbeitet hatte und in der Anfangszeit der Washingtonians der offizielle Bandleader war. Sie spielten damals auf Tanzveranstaltungen und Hintergrundmusik bei Empfängen, vorwiegend populäre Ragtime-Songs, Walzer und Schlager der Zeit.
Im Zuge des Erfolges schwarzer Bands und Shows gelangten Hardwick und Sonny Greer im Gefolge des Klarinettisten Wilbur Sweatman nach New York; schließlich kam Ellington nach. Sie arbeiteten bei Sweatman im Lafayette Theatre in Harlem. Ihre Versuche, in New York Fuß zu fassen, missglückten aber zunächst. Als „Washington Black Sox Orchestra“ spielten Ellington, Snowden, Hardwick, Whetsol und Greer in Atlantic City. Im zweiten Anlauf erhielten sie ein Engagement in einem populären Harlemer Nachtclub, dem „Barron Wilkins’ Exclusive Club“; dort spielten sie vorwiegend Hintergrundmusik und Schlager. Im Juli 1923 entstanden die ersten Aufnahmen des „Washingtonians“ für das Label Victor; Der Komponist Maceo Pinkard ließ Songs von sich aufnehmen. Im September 1923 wechselten sie vom „Barron'“ zur „Harper Dixie Revue“ an den Broadway, die in dem winzigen Nachtclub „Hollywood Inn“ stattfand, dem späteren „Kentucky Club“.: „in den vier Jahren, die die 'Washingtonians' im Hollywood Inn verbrachten, veränderte sich die ganze Konstellation der Band – Personal, Musik und Management – drastisch. Als sie im Herbst 1927 den Club endgültig verließen, waren sie Duke Ellingtons Band, die Duke Ellingtons Musik spielte.“ (Collier)

## Das „Hollywood Inn“
Eine entscheidende Veränderung war der Ersatz von Whetsol durch James Wesley Bubber Miley als Trompeter. Er galt als Spezialist für den „plunger“ oder „Wah Wah“-Dämpfer-Effekt. Mileys Stil stand im starken Gegensatz zu der eher glatten Spielweise der „Washingtonians“. Außer Miley kamen John Anderson (Trompete und Posaune) und Roland Smith (Saxophon und Fagott) in die Band; sie blieben aber nicht lange in der Gruppe.
Ellington sagte später: „Unsere Band veränderte ihren Charakter, als Bubber kam. Er pflegte den ganzen Abend seinen „growl“ und spielte so richtig „gut-bucket“ auf seinem Horn. Das war, als wir uns entschlossen, die „sweet music“ ganz zu vergessen“.
Damit war Miley der Hauptfaktor in der Schaffung des Stils, der die Gruppe berühmt machen sollte. In dieser Zeit, als Snowden formell noch Leiter der Gruppe war, begann Ellington Songs zu schreiben. Da das meiste Geld mit dem Schreiben von Kompositionen verdient wurde, veränderte sich die Position Duke Ellingtons in der Gruppe erheblich. Im März 1924 ersetzte Charlie Irvis den Posaunisten John Anderson, einen Monat später verließ Elmer Snowden die Band; damit war Duke Ellington Leiter der „Washingtonians“.

## 1924 bis 1926
Das DEO spielte in dieser Zeit „eine Art synkopierter Musik, wie sie schwarze Tanzorchester spielten; eine Band, die gerade erst begann, die Essenz des Jazz zu begreifen.“ In dieser Periode gab es zwei wichtige Veränderungen in der Band: die erste brachte Freddy Guy als Banjospieler ins Orchester; er sollte 25 Jahre in der Band bleiben. Außerdem kam der New Orleans-Jazzpionier Sidney Bechet ins DEO.
Bechet hatte eine wesentliche Wirkung auf die Band, „besonders durch seine Fähigkeit, sie aus dem rhythmischen Dschungel, in dem sie sich verirrt hatten, heraus zu holen und auf die breiten Pfade des Jazz zu führen.“ Neben dem „Hollywood Inn“, der inzwischen „Kentucky Club“ hieß, traten sie in verschiedenen anderen Clubs der Stadt auf und wurden allmählich bekannter. Hinzu machten Radio-Übertragungen das Orchester bekannt; außerdem fanden sie Erwähnung in den Musik-Fachblättern. 1925 stieß der Banjospieler und Gitarrist Fred Guy zur Band, der Elmer Snowden ersetzte. 1925 kam auch Henry „Bass“ Edwards als Tuba-Spieler hinzu, wechselte aber im Frühjahr 1926 zu einer anderen Band. Sein Ersatz war Mack Shaw, der Mitte 1927 von Wellman Braud abgelöst wurde. Braud spielte sowohl Kontrabass als auch Tuba und seine Verwendung des Basses, der im Begriff war, die Tuba in den Jazzbands zu ersetzen, half der Rhythmusgruppe, ein wenig mehr „swing“ zu entwickeln. Ein bedeutender Neuzugang war Joe Nanton, genannt „Tricky Sam“, wegen seiner „plunger“ und „growl“-Effekte. Er löste Charlie Irvis ab. Als der Jungle Style das Markenzeichen der Band wurde, war Nantons Stimme mehr als jede andere der kennzeichnende Klang.

## Der „Jungle Style“

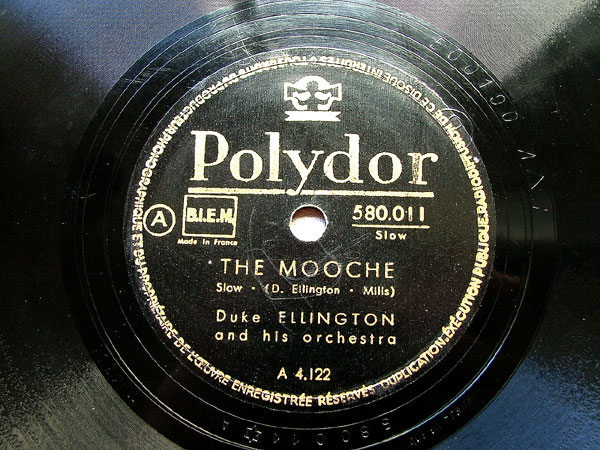
Duke Ellington Orchestra: „The Mooche“

Im Herbst 1926 kam Louis Metcalf in die Band und blieb bis zum Frühjahr 1928, als Arthur Whetsol zurückkehrte. Im Sommer 1927 kam Rudy Jackson. ins DEO und verstärkte den Saxophonsatz. Von da an sollte die Band immer drei und mehr Saxophone haben. Der dritte Saxophonist war Harry Carney, der bei Ellington ohne Unterbrechung 47 Jahre bleiben sollte, bis Ellington starb. Carney war als Baritonsaxophonist die Basis des Saxophonsatzes während der längsten Zeit des Bestehens der Band.
Am Ende ihres Engagements hatte sich die Band erheblich verändert – die wichtigste Veränderung war jedoch die Verbindung mit dem Musikverleger Irving Mills ab 1925. Er wusste, dass das große Geschäft mit Songs zu machen war und drängte Ellington ständig zu komponieren, ließ die Songs aufnehmen und promotete sie massiv. So zwang die Vereinbarung mit Mills Ellington ständig dazu, kreativ zu sein. Duke und Mills schlossen 1926 einen rechtsverbindlichen Vertrag; die „Washingtonians“ wurden zu „Duke Ellington and his Orchestra“. Im März 1926 erschienen noch Platten unter dem Namen der „Washingtonians“, einen Monat später hießen sie „Duke Ellington and the Washingtonians“, im November kam sie unter „Duke Ellington and his Kentucky Club Orchestra“ heraus.
Erst im Februar 1927 hieß es endgültig „Duke Ellington and his Orchestra“. Mills beschleunigte nun die Folge der Aufnahmetermine; waren es 1925 nur drei Sitzungen und 1926 sechs, so waren es 1927 bereits dreizehn.
Der „Jungle Style“, besonders gekennzeichnet durch die Growl-Effekte auf Trompete und Posaune, wurde nun zum Markenzeichen der Ellington-Band.

## Der Cotton Club
1927 erhielt das DEO die Gelegenheit zu einem Engagement im legendären Harlemer Cotton Club. Am 4. Dezember 1927 war ihre Eröffnungsvorstellung. Duke füllte die Band sogleich auf die erforderlichen zehn Mann auf. Hinzu kam nun der Klarinettist Barney Bigard aus New Orleans; er sollte vierzehn Jahre in der Band bleiben.
Der zweite neue Mann war Johnny Hodges, der zu eines der führenden Solisten im DEO werden sollte. Im Mai 1928 ersetzte er Otto Hardwick, der sich bei einem Unfall das Gesicht verletzt hatte. Hodges blieb mit einer Unterbrechung bis in die 1950er Jahre in der Band. Mit seinem warmen, swingenden Stil prägte er stark den Klang des Orchesters.
Kurz darauf wurde der Trompetensatz umbesetzt. Im Juni 1928 kam Arthur Whetsol für Louis Metcalf wieder. Ellington stellte einen weiteren Trompeter ein, Freddie Jenkins. Der dritte neue Musiker, der in den Trompetensatz kam, war Cootie Williams, der vorher im Fletcher Henderson Orchester spielte. Keiner sollte so viel Einfluss auf die Form von Duke Ellingtons Musik haben wie er. Er ersetzte den Anfang 1929 wegen seiner Unzuverlässigkeit entlassenen Bubber Miley. Cootie, ein Mann mit tadellosen Manieren, hatte auch die Aufgabe, die „bösen Buben“ zu maßregeln, wenn sie der Musik nicht ihrer volle Aufmerksamkeit widmeten. „Ich liebe Musik“, sagte er, „und ich kann es nicht mit ansehen, wenn jemand die Musik versaut... aber mir macht das nichts aus.“

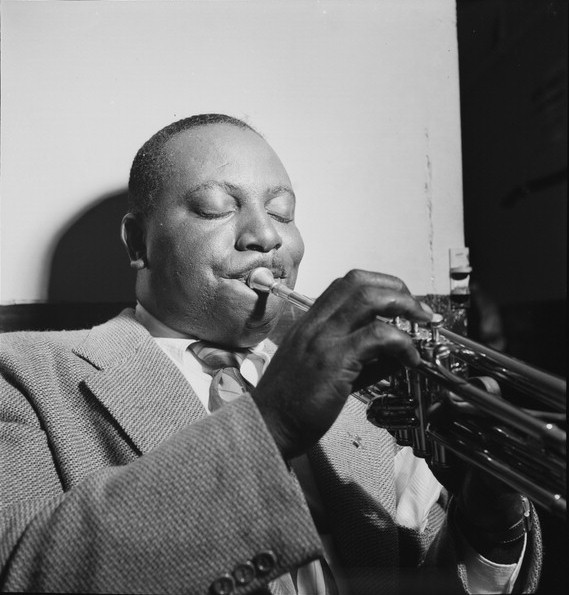
Cootie Williams.
Fotografie von William P. Gottlieb.

Duke Ellington engagierte 1929, wohl auch um mit Fletcher Henderson gleichzuziehen, einen zweiten Posaunisten, den Puerto Ricaner Juan Tizol. Er blieb mit kleinen Unterbrechungen fünfzehn Jahre in der Band. Wegen der Vertrautheit mit der Musik Duke Ellingtons und seines musikalischen Könnens wurde er eine Art „Vizechef“; manchmal probte er mit dem Orchester während Dukes Abwesenheit.
1927 gelang es, den Radiosender CBS zu bewegen, landesweit aus dem Cotton Club zu übertragen; diese Sendungen waren von entscheidender Bedeutung für die Etablierung des DEO. 1929 war die Band nach einem Jahr im Cotton Club weithin bekannt geworden; sie spielten in einer Broadway-Show von Florenz Ziegfeld namens „Show Girl“; im März 1930 begleitete die Band Maurice Chevalier und wirkte in einem ersten Film mit, „Black and Tan Fantasy“.
1928 erschien in der Fachpresse wohlwollende Rezensionen der Stücke „East St. Louis Toodle-Oo“ und „Black and Tan Fantasy“, was bedeutende Folgen für die Aufnahme der Band in Europa haben sollte. Die beiden Stücke waren auch die ersten in der Reihe ihrer Top-30-Hits. Reihe Weitere populäre Werke dieser Phase waren die Titel „Creole Love Call“ und „The Mooche“. Neben den „Dschungel“-Nummern spielte die Band eine Menge schneller Swingstücke ein, wie „Hot and Bothered“. Mit dem im August 1930 eingespielten Song „Three Little Words“ mit Bing Crosby als Sänger gelang dem DEO der erste Nummer-1-Hit in den Billboard Top 30. Der Song war bekannt durch die Amos'n'Andy Filmkomödie Check and Double Check (1930), in dem auch das DEO bei ihrem Besch in Los Angeles im Sommer 1930 mitwirkte. „Dort mimten die Ellington-Trompeter mit Megaphonen zum Playback-Gesang der Rhythm Boys die Sänger.“

## Frühe 1930er Jahre
Ab Januar 1931 war die Band mehr und mehr auf Tournee und Duke Ellington begann mit längeren Suiten zu experimentieren. 1931 erschien die Sängerin Ivie Anderson im DEO, denn als die Band den Cotton Club verließ, wurde eine Sängerin eine Notwendigkeit. Anderson blieb zehn Jahre im Orchester. Außerdem kam – auf Drängen Mills´- ein weiterer Posaunist hinzu, Lawrence Brown und erweiterte mit seinem eher süßen Stil Duke Ellingtons Klangvielfalt.

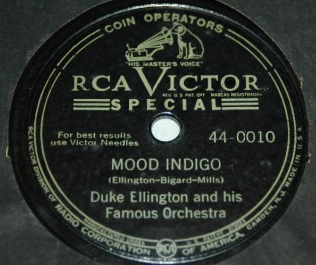
Duke Ellington Orchestra: „Mood Indigo“

Als Ellingtons Band Ende 1930 „Rockin´ in Rhythm“ aufnahm, spielte sie für zehn verschiedene Label; für Victor, ihrem „Exklusiv“-Partner, waren sie „Duke Ellington & His Orchestra“, für Brunswick die „Jungle Band“, für Perfect, Banner, Rex und Oriole hießen sie die „Ten Blackberries“, für Velvetone waren sie „Mill's Ten Blackberries“, für Hit-of-the-Week die „Harlem Hot Chocolates“, für Odeon die „Memphis Hot Socks“, und für Okeh und Odeon die „Harlem Footwarmers“. Als „Georgia Footwarmers“ begleiteten sie auf Melotone Chick Bullock.
Der letzte Zugang – damit waren es 14 Mann – war Otto Hardwick, der im Frühjahr 1932 nach einer Abwesenheit von drei Jahren zurückkehrte. 1933/34 gehörte der Trompeter und Sänger Louis Bacon kurz der Band an. 1935 gab es noch weitere Änderungen in der Besetzung; dann blieb die Band substantiell die gleiche während weiterer acht Jahre und gilt nach Collier als die klassische Duke Ellington Band: „Der Klang Nantons, Hodges´, Bigards, Williams´ und Carneys ist das Herz von Ellingtons Musik“ Wichtige Kompositionen dieser Phase waren „Rockin' in Rhythm“ und „Echoes of the Jungle“ sowie Swingnummern wie „Ring Dem Bells“. Hinzu kamen schwermütige Stücke wie „Blue Mood“, „Blue Time“ und „Clouds in My Heart“, die Collier als „Pastelle“ bezeichnet. Das bekannteste Stück dieser Richtung sollte „Mood Indigo“ werden, von dem Barney Bigard behauptete, er hätte das meiste geschrieben. Dieser Titel wurde Ellingtons erster großer Plattenhit. „Mood Indigo“ wurde in drei Sitzungen bis Dezember 1930 aufgenommen, im Januar 1931 die Suite „Creole Rhapsody“, Ellingtons erste längere Komposition, die auf zwei Seiten einer 78er verteilt wurde. Eine erste Fassung erschien im Juli auf Brunswick und erreichte lediglich #18. Erfolgreicher war die zweite für Victor eingespielte Version, die auf Rang 6 der Charts stieg.
1932 läutete Ivie Anderson als Sängerin im DEO mit ihrem Plattendebüt „It Don’t Mean a Thing (If It Ain’t Got That Swing)“ die Ära des Swing ein. Ellington hat später den Song etliche Male eingespielt. Es wurde oft behauptet, dass diese Aufnahme als erste das Wort Swing im Titel enthielt, doch das gab es schon 1924 bei einer Aufnahme des New Orleans-Kornettisten Johnny De Droit („The Swing“) und 1928 den „Georgia Swing“ von Jelly Roll Morton.

Rex Stewart mit dem Duke Ellington Orchester (1943)

## Die England-Tournee 1933
Am 12. Juni 1933 fand das erste Konzert im Londoner „Palladium“ statt; nach weiteren Konzerten im „Trocadero“ ging die Band nach Holland, wo sie in Scheveningen spielte. Am 22. und 29. Juli trat sie im Salle Pleyel in Paris auf. Die Europatournee beförderte entschieden die Anerkennung Ellingtons als Komponist. Bei seiner Rückkehr drückte er dies im August mit Aufnahme des Stücks „I'm Satisfied“ aus. Im Herbst 1933 tourten sie zum ersten Mal durch die Südstaaten, wohl auf Druck Mills´ aus wirtschaftlichen Gründen. Ellington hatte sich einer solchen Tournee bis dahin verweigert.

## 1935 – Die Swingbands
Der Stil des DEO entsprach nicht ganz dem Swingmuster, der sich aus dem Orchesterstil Fletcher Hendersons begründete. Die Ellington-Band wurde zwar als Swingband angesehen, entsprach aber nicht ganz diesem Modell. 1934 verließen Freddie Jenkins und Arthur Whetsol aus Krankheitsgründen die Band; als Ersatz kam Rex Stewart im Dezember 1934 hinzu, Anfang 1935 Charlie Allan, der aber bald wieder ausschied, als Whetsol ein Jahr später zurückkehrte. 1936 wurde er dann durch Wallace Jones ersetzt. Cootie Williams und Rex Stewart waren nun die Trompetenstars in der Band. Anfang 1935 verließ Bassist Wellman Braud die Band; er wurde durch Billy Taylor ersetzt. Kurz darauf fügte Duke noch einen weiteren Bassisten, Hayes Alvis (er ging 1938 wieder) hinzu. Freddie Guy wechselte in dieser Zeit vom Banjo zur Gitarre. Als er schließlich ausschied, besetzte Duke den Gitarrenpart nicht mehr.
1935 begann die Gruppe auch in kleineren Besetzungen („The Duke’s Men“) Musik aufzunehmen. Durch den Erfolg Benny Goodmans beflügelt, nahmen die Ellington-Musiker Williams, Stewart, Bigard und Hodges unter jeweils eigenem Namen Musik auf. Diese kleinen Besetzungen lieferten einige der besten Jazz-Aufnahmen jener Periode. In dieser Zeit, in der Ellington relativ wenig schrieb, entstand die Suite „Reminiscing in Tempo“. Durch den künstlerischen Fehlschlag nahm er für die nächsten acht Jahre keine längeren Stücke in Angriff. Es entstehen aber kurze „Konzerte“ für Starsolisten wie Cootie Williams wie „Echoes of Harlem“, das ursprünglich „Concerto for Cootie“ hieß. Aus dieser Zeit stammt auch einer der größten Hits des DEO, „Caravan“, geschrieben von Tizol. Das war ein typischer Fall dafür, dass seine Musiker die Rechte an ihren Stücken für geringes Entgelt an Ellington und Mills weggaben. Tizol war auch für das Stück „Lost in Meditation“ verantwortlich, das einer der erfolgreichsten Titel des Orchesters war. 1938 spielte die Band im neu eröffneten Cotton Club am Broadway. Hauptattraktion war der Titel „Braggin’ in Brass“. 1937 spielte das DEO wieder für eine Saison im neu eröffneten Cotton Club und im Apollo Theater; ebenso hatten sie einen Filmauftritt in „A Day at the Races“ der Marx Brothers. Der Trompetensatz wurde zeitweise durch Harold „Shorty“ Baker verstärkt, der danach zwischen 1943 und 1951 fest zur Band gehörte. Wichtige Kompositionen dieser Zeit waren „Solitude“ (1934), „Diminuendo/Crescendo in Blue“ (1937), „Prelude to a Kiss“ und „I Let a Song Go Out of My Heart“.

## 1939: „The Blanton-Webster-Band“
In kleinerer Besetzung entstanden in dieser Zeit bis 1939 vierundachtzig Titel. Die Bands hießen „Rex Stewart and his Fifty-second Street Stompers“ oder „Barney Bigard and his Jazzopators“; die Besetzung der small bands war aber ziemlich gleichbleibend. Eine der bekanntesten Aufnahmen dieser Art war Jeep’s Blues von Johnny Hodges.
Im März 1939 brach die Band zu einer erfolgreichen Europatournee auf; das hohe Maß der Anerkennung, ein erfolgreicher Komponist zu sein, feuerte Duke nach seiner Rückkehr an. So schuf er dann seine bekanntesten Werke wie Ko-Ko, Cotton Tail, C Jam Blues und In a Mellotone. 1939 kam es auch zum endgültigen Bruch mit Irving Mills. Gleichzeitig lief der Vertrag mit Columbia aus. Ende des Jahres 1939 wechselte Duke zum Label Victor, vor allem, weil er mit John Hammond nicht klarkam, der dazu tendierte, bestimmenden Einfluss auf seine Musiker zu nehmen. In dieser Zeit kam es zu einem Abkommen zwischen Earl Hines und Ellington über den Austausch von Musikern; die meisten von Ellingtons Vokalisten hatten zuvor bei Hines gearbeitet, wie Ivie Anderson, Betty Roche und Ray Nance. Ellington und Hines suchten dann gemeinsam zwei schwarze Balladensänger aus, Billy Eckstine, der zu Hines ging und Herb Jeffries, der ins Elington-Orchester kam. Flamingo, entstanden im Dezember 1940, war dann „das erste Beispiel für eine Hit-Schallplatte eines schwarzen Sängers mit einer echten Ballade“.
Zum Jahreswechsel 1940/41 fanden wichtige Veränderungen statt: Der erste Neuzugang war Billy Strayhorn, der Ellingtons Assistent werden sollte. Er schrieb nicht nur eine Menge Kompositionen für Ellington, sondern probte auch mit der Band und spielte Klavier.
Der zweite Neuzugang war ein junger Bassist namens Jimmy Blanton, was dazu führte, dass Billy Taylor bald wegging. Blanton revolutionierte in den zwei Jahren seiner Zugehörigkeit das Spiel des Basses im Jazz. Der dritte Neuzugang war ebenso bedeutend wie Strayhorn und Blanton, nämlich Ben Webster.
Inzwischen war das Tenorsaxophon das Hauptinstrument im Jazz geworden. „Die Einstellung von Webster gab Ellington eine Stimme, die er nie zuvor besessen hatte, einen starken, rauchigen Tenorsound, um die geschmeidige, leichtere Stimme von Johnny Hodges auszubalancieren“, so J.L. Collier. Ende 1940 fand das legendäre Konzert in Fargo, North Dakota statt, das erst 1978 auf Schallplatte erschien; 1941 spielte das DEO in einer Show in Los Angeles mit dem Titel Jump for Joy. In den Jahren nach 1940 befand sich das DEO auf dem Höhepunkt; Jimmy Blanton und Ben Webster erwiesen sich als entscheidende klangliche und rhythmische Bereicherung der Band. In der Down-Beat-Befragung lag das Orchester an erster und zweiter Stelle in der Sparte „swing band“, 1946 wurde sie Sieger in der Sparte „sweet band“ und „swing band“. 1943, nach dem Musikerstreik, nahm sie eine Reihe von Platten für Decca auf.
Die Musik des Duke Ellington Orchestras der „Blanton-Webster-Jahre“ ist auf der Kompilation The Blanton-Webster Band zu hören.

## Die 1940er Jahre

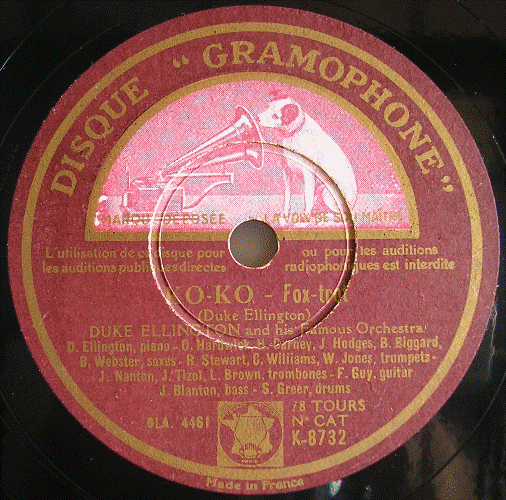
Duke Ellington Orchestra: „Ko-Ko“

Ab 1940 entstanden eine Reihe der wichtigsten Aufnahmen des DEO, am 6. März „Ko-Ko“, am 4. Mai „Cotton Tail“ und „Never No Lament“ (später „Don't Get Around Much Anymore“), am 22. Juli „Harlem Airshaft“, außerdem die Klassiker „Things Ain't That What They Used to Be“, komponiert von Ellingtons Sohn Mercer, „Warm Valley“, „In a Mellotone“ sowie 1941 die zweite und endgültige Erkennungsmelodie des DEO, „Take the „A“ Train“, eine Komposition von Billy Strayhorn. Am 26. Juni 1942, kurz vor dem Aufnahmeverbot durch den Musikerstreik wurde „Main Stem“ aufgenommen. Im November hatte die Band einen Hit in der neuen „Harlem Hit Parade“ (dem Vorläufer der R&B-Charts) mit „Hayfoot, Strawfoot“. Ab 1943 fanden die jährlichen Carnegie-Hall-Konzerte statt. Im Mittelpunkt standen dabei Suiten wie das wichtigste Werk dieser Phase, die Suite „Black, Brown and Beige“. Nach 1944 lässt der Elan der Band (und damit auch ihre musikalische Leistung) erheblich nach, auch weil Ellington sich vermehrt dem Komponieren widmet.

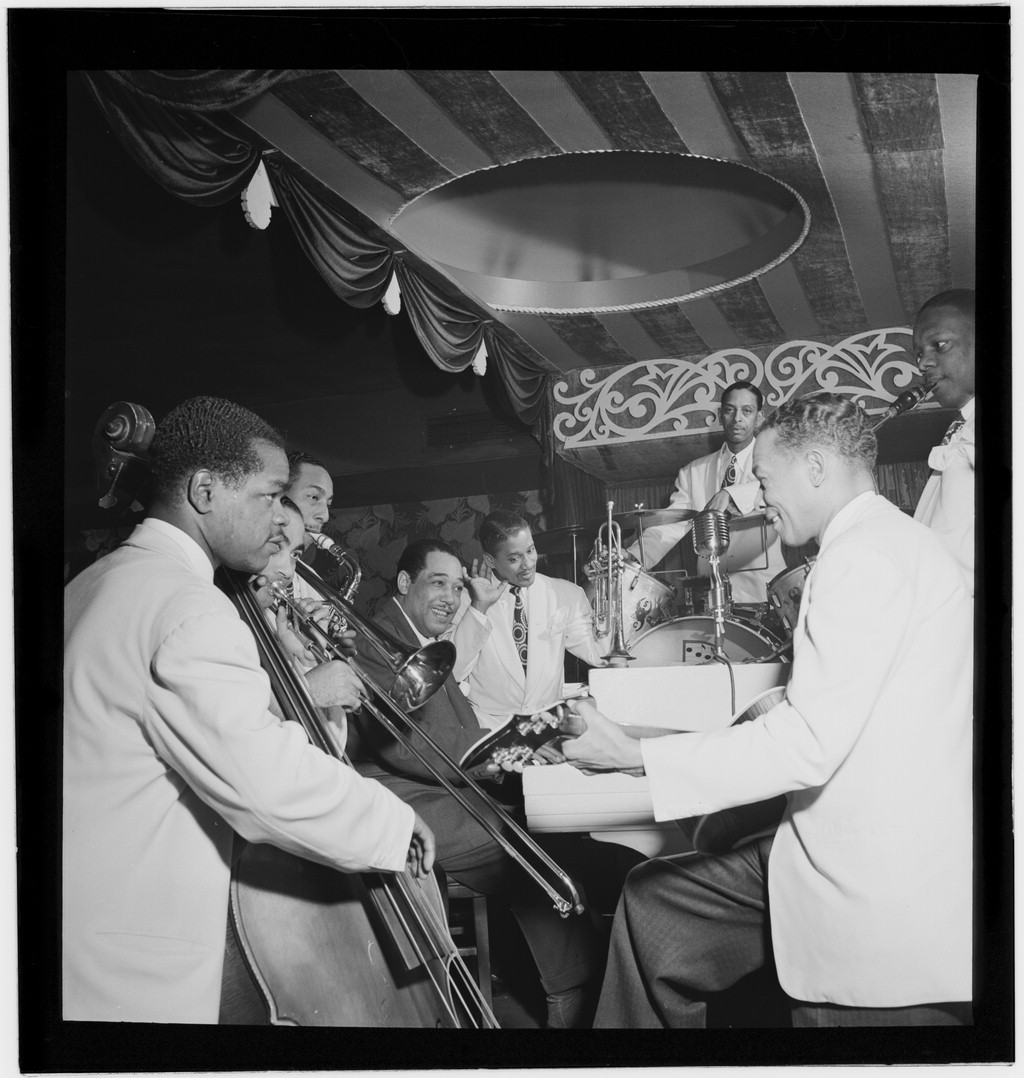
Junior Raglin, Lawrence Brown, Johnny Hodges, Duke Ellington, Ray Nance, Sonny Greer, Fred Guy und Harry Carney, Aquarium, New York, ca. November 1946.
Fotografie von William P. Gottlieb.

Bereits ab 1940 bröckelte die Band nach und nach auseinander; Cootie Williams wurde von Benny Goodman abgeworben. Für ihn kam Ray Nance in die Band. 1942 starb Blanton und wurde durch Junior Raglin ersetzt, der bis 1947 in der Band arbeitete. 1942 ging auch Barney Bigard. Ellington stellte für ihn Shauncey Haughton ein, der bei Ella Fitzgerald gearbeitet hatte. Nach einem Jahr verließ er schon wieder das DEO, als er in die Armee eingezogen wurde. Als Ersatz kam Jimmy Hamilton. Dann schied Ben Webster im Streit aus der Band. Der nächste, der ging, war 1944 Juan Tizol, da ihm Harry James eine höhere Gage versprach. Duke ersetzte Tizol durch Claude Jones, der vier Jahre im DEO blieb. Schließlich verließ Rex Stewart die Band, erst kurzzeitig im Sommer `43, dann endgültig im Dezember 1945. Im Jahr 1946 gingen weitere Musiker der alten Besetzung: Otto Hardwick (dessen Nachfolger wurde Russell Procope), zwei Monate nach Hardwicks Weggang starb Tricky Sam Nanton am 21. Juli 1946. Der Verlust von Nanton bedeutete nach dem Ellington-Biographen Collier den größten Schaden; denn viele der klassischen Stücke von „East St. Louis Toodle-Oo“ bis „Ko-Ko“ hingen von Nantons Arbeit mit dem „plunger“ ab. Diverse Posaunisten, wie Quentin Jackson oder Tyree Glenn nahmen seinen Platz im Orchester ein, aber keiner war in der Lage, den schwermütigen Sound Nantons zu ersetzen.
1942 konnte Ivie Anderson wegen ihres Asthmaleidens nicht mehr weiter singen; sie wurde von Betty Roche ersetzt, die fast die ganzen 1940er Jahre in der Band blieb. Zur gleichen Zeit stellte Ellington noch die junge Sängerin Joya Sherrill ein. 1944 war das DEO mit „Do Nothin’ Till You Hear from Me“ auf #1 in den R&B-Charts; 1945 hatte sie einen Hit mit „I’m Beginning to See the Light“. Außerdem arbeitete bis 1943 Herb Jeffries, dann Al Hibbler als Sänger im DEO. Mitte der 1940er Jahre war das Personal der Band in einem völligen Durcheinander – Wechsel kamen inzwischen monatlich vor. Zwischen 1942 und 1949 nahm das DEO mit 15 verschiedenen Trompetern Platten auf; hinzu kamen verschiedenen Ersatzmusiker, wie u. a. auch Dizzy Gillespie. Zwar folgte Junior Raglin auf den verstorbenen Blanton, zum eigentlichen Nachfolger Blantons wurde schließlich 1945 Oscar Pettiford, der jedoch nur bei den Plattensitzungen bis Ende 1947 kontinuierlich dabei war. Wichtigste Titel dieser Phase waren neben „Black, Brown and Beige“ (1943) „Frustration“ (1944), „I'm Just a Lucky So and So“ und „Magenta Haze“ (1945).
Durch den Weggang von Cootie Williams, Tricky Sam Nanton, Ben Webster, Jimmy Blanton, Barney Bigard und Rex Stewart fehlten dem Orchester die individuellen Stimmen, die für den Ellington-Sound notwendig waren.

## Der Abstieg 1946

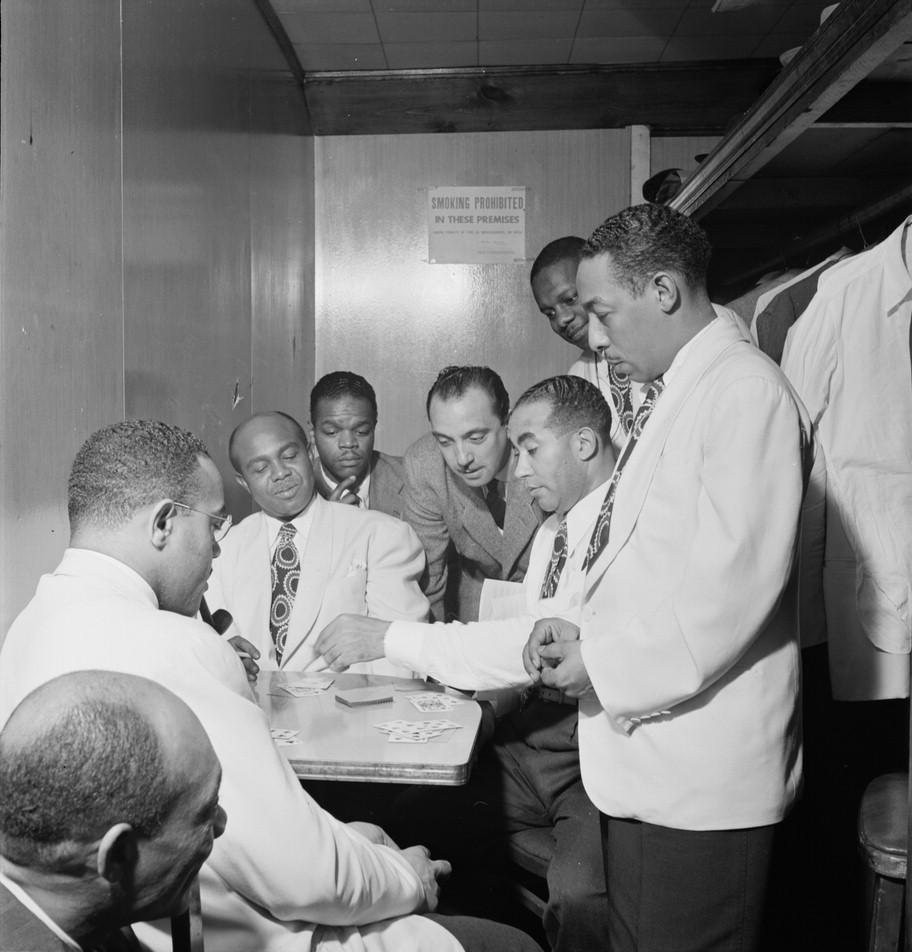
Django Reinhardt mit Musikern des Ellington-Orchestra: Al Sears, Shelton Hemphill, Junior Raglin, Reinhardt, Lawrence Brown, Harry Carney, Johnny Hodges im New Yorker Jazzclub Aquarium, ca. November 1946. Foto von William P. Gottlieb.

Der Verlust dieser Musiker fiel in eine schwere Zeit für alle Big Bands; auch Woody Herman und Count Basie mussten in dieser Zeit ihre Orchester aus wirtschaftlichen Gründen drastisch verkleinern. Duke Ellington setzte zudem weiterhin auf ein zunehmend konzertantes Programm, das im Swingstil wurzelte. Das verschärfte die Situation. Er konnte nun die höher bezahlten Musiker anderer Bands nicht mehr anziehen. Taft Jordan und Wilbur De Paris verließen die Band 1947, da sie nicht bereit waren, eine Reduzierung ihrer Gehälter hinzunehmen. Im November 1946 lief der Vertrag mit Victor aus; nach einigen Fehlschlägen mit Firmen wie Musicraft oder Sunrise kehrte Duke im Herbst 1947 zu Columbia Records zurück; 1953 ging er dann zu Capitol.
1950 wechselte das Personal der Band in alarmierendem Umfang von Monat zu Monat; selten hatten zwei aufeinander folgende Aufnahmesessions die gleiche Besetzung. Im März 1951 gingen gemeinsam Sonny Greer, Al Sears, Johnny Hodges und Lawrence Brown, um in einer Band unter Hodges´ Leitung zu arbeiten. Dieser Weggang brachte das DEO in ernste Schwierigkeiten. „Die Musiker erkannten, dass die Band zu einem Anhängsel von Ellingtons anderen Ambitionen wurde, vor allem dem Komponieren längerer Stücke. Die Musiker waren nicht mehr die Stars in einem gemeinsamen Unternehmen, sondern angestellte Arbeitskräfte, die tun mussten, was man ihren sagte“, beschreibt Collier die damalige Situation des Ensembles. Die Band von Hodges war jedoch nur mäßig erfolgreich; nach vier Jahren kehrte der Saxophonist zu Duke Ellington zurück. Auch Lawrence Brown kam etwas später wieder. Kurz nach Hodges’ Weggang wurde arrangiert, dass Juan Tizol Harry James verließ und wiederkehrte. Hinzu kam, dass Tizol Solisten aus dem Harry-James-Orchester wie Willie Smith und den Schlagzeuger Louie Bellson überreden konnte, ins DEO einzusteigen. Jedoch blieben weder Smith noch Bellson lange bei Ellington; Bellson setzte aber durch sein dynamisches Spiel wichtige Impulse und brachte die Kompositionen „The Halk Talks“ und „Skin Deep“ ins Bandrepertoire ein. Nach Bellsons Weggang 1953 nahmen Butch Ballard und Dave Black den Platz am Schlagzeug ein, bis Sam Woodyard 1956 zur Band stieß.
Duke gelang es während der frühen 1950er Jahre allmählich, Stabilität in die Besetzung der Band zu bringen, die ab 1953 auch unter dem Namen „Duke Ellington and his Famous Orchestra“ firmierte. Er hatte bald eine Kerngruppe zusammen, die sich fortan nur langsam verändern sollte: Die Trompeter Cat Anderson und Clark Terry sowie der Posaunist Quentin Jackson blieben das Jahrzehnt in der Band. Noch länger blieben die alten Bandmitglieder Jimmy Hamilton, Harry Carney und Russell Procope; 1955 kehrte dann Johnny Hodges zurück. Hinzu kamen noch Willie Cook und Britt Woodman sowie Jimmy Woode.

## Das Newport Jazz Festival 1956
Von besonderer Bedeutung war der Eintritt Paul Gonsalves in das DEO, der dort bis zu seinem Tode spielen sollte.
Er löste Al Sears ab, der von 1943 bis 1951 in der Band war, aber nie ein bedeutender Jazzmusiker war. Er ging zu der neu gebildeten Hodges-Band. Gonsalves wurde in den letzten 25 Jahren des Bestehens des DEO einer der Hauptsolisten. Es war vor allem Gonsalves´ Verdienst, dass „plötzlich mit einem Schlag alles herumriss“. 1956 kam die Einladung an das DEO, auf dem Newport Jazz Festival zu spielen. Die Idee Ellingtons war, Paul Gonsalves zwischen den beiden arrangierten Teilen des Stücks „Diminuendo and Crescendo in Blue“ ein Solo spielen zu lassen. Die Fans gerieten außer sich; die Reaktionen des Publikums und der Jazzpresse waren enthusiastisch. Zeitzeuge George Avakian schildert die Ereignisse: „Etwa in der Mitte von Pauls Solo wurde die Menge zu einem enormen, einzigen, lebenden Organismus, der in Wellen, wie in riesigen Wogen auf die Musik reagierte, die vor ihm gespielt wurde.“

## Die letzte Band

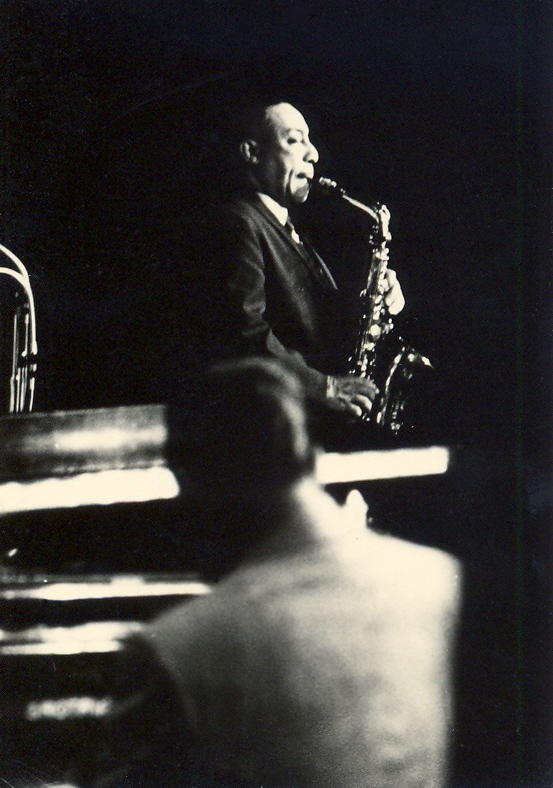
Johnny Hodges 1965

Die mitternächtliche Stunde im „Freebody Park“ in Newport brachte die Wende und die Wiederbelebung der Band. Neu hinzugekommen war der Schlagzeuger Sam Woodyard. Durch einen neuen Vertrag mit Columbia Records und begünstigt durch den Beginn der Ära der Langspielplatten hatte Duke Ellington Gelegenheit, einige seiner größeren Kompositionen, wie Such Sweet Thunder aufzunehmen. Hinzu kamen Fernsehauftritte wie in Goodyear Jazz Concert. Gleichzeitig begann der Bandleader mit der Tradition, privat Aufnahmen seiner Band einzuspielen, die später unter dem Titel „The Private Collection“ erschienen. Nach Hodges und Tizol kehrte Lawrence Brown 1960 zurück und blieb bis 1970. Schließlich gelang es Mercer Ellington, Cootie Williams zurückzuholen. Der Saxophonsatz aus Hodges, Hamilton, Carney, Gonsalves und Procope blieb von 1955 bis 1968 unverändert, bis Hamilton ausstieg und durch Harold Ashby ersetzt wurde. Auch der Posaunensatz war von 1962 an, als er aus Lawrence Brown, Buster Cooper und Chuck Connors bestand, stabil. Jedoch war der Trompetensatz häufigen Wechseln ausgesetzt; zwischen 1960 und Ellingtons Tod 1974 arbeiteten insgesamt 22 Trompeter im DEO; hinzu kam eine große Anzahl temporärer Ersatzleute.
Im Jahr 1964 wird Trompeter Mercer Ellington festes Bandmitglied und „Road Manager“. Durch das nachlassende Interesse an Jazz in den USA um 1965 ging das DEO häufiger auf Tourneen; so nach Japan 1964, Nordafrika 1966, Südamerika 1966, Osteuropa 1969, die Sowjetunion 1971 und wieder nach Südamerika. In den späten 1960er Jahren nahm Ellington die Band (auf eigene Kosten) ins Studio, um mit ihr Stücke durchzuarbeiten, die sich bei ihm im Prozess des Komponierens befanden, besonders die längeren Werke nahm er so auf. Zu dieser Zeit wurden auch Aufnahmen mit Gästen eingespielt, u. a. mit Ella Fitzgerald, Louis Armstrong, in kleinerer Besetzung mit Coleman Hawkins sowie mit Count Basie. Im Mai 1967 starb Billy Strayhorn; als eines der letzten bedeutenden Alben entstand nach seinem Tode im August 1967 die Hommage an Strayhorn … And His Mother Called Him Bill mit zahlreichen Kompositionen des vertrauten Mitarbeiters, so seinem letzten, kurz vor seinem Tode entstandenen Werk, „Blood Count“, ein Feature für Johnny Hodges.

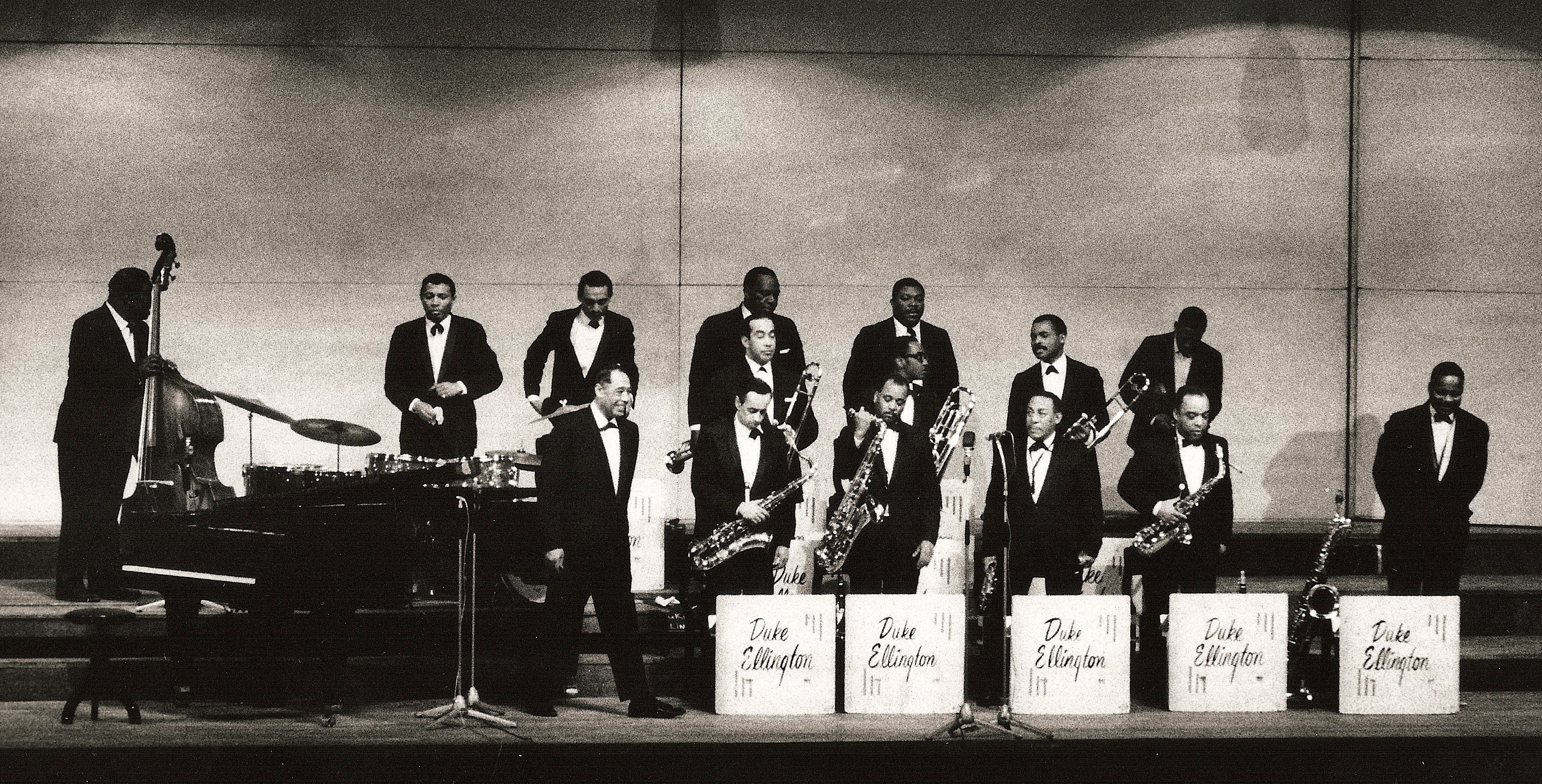
Duke Ellington Bigband in München 1963

Strayhorn hatte noch vorgehabt, die Arrangements zum lange geplanten gemeinsamen Album der Ellington-Band mit Frank Sinatra beizusteuern; als es im Dezember 1967 zu den Aufnahmesessions kam, übernahm Billy May diese Aufgabe.
1969 kam es zum letzten großen Besetzungswechsel: Neue Namen wie Harold Ashby, Norris Turney, Booty Wood, Julian Priester, Money Johnson und Joe Benjamin begleiteten Duke Ellington in seinen letzten Jahren zusammen mit den „alten Kämpfern“ wie Cootie Williams, Paul Gonsalves und Harry Carney bis zum Schluss.

## Weiterführung in Familienhand
Nach dem Tod Duke Ellingtons übernahm sein Sohn Mercer Ellington die Leitung des Duke Ellington Orchestra. Er unternahm mit dem Orchester zwei Europa-Tourneen (1975, 1977). Für das Album Digital Duke (GRP Records, 1987) erhielt er einen Grammy Award, für Music Is My Mistress (Musicmasters, 1989) eine Grammy-Nominierung. Nach Mercer Ellingtons Tod 1996 übernahm zunächst seine Tochter Mercedes die Geschäfte, später sein Sohn Paul und Barrie Lee Hall Jr.

## Anmerkungen

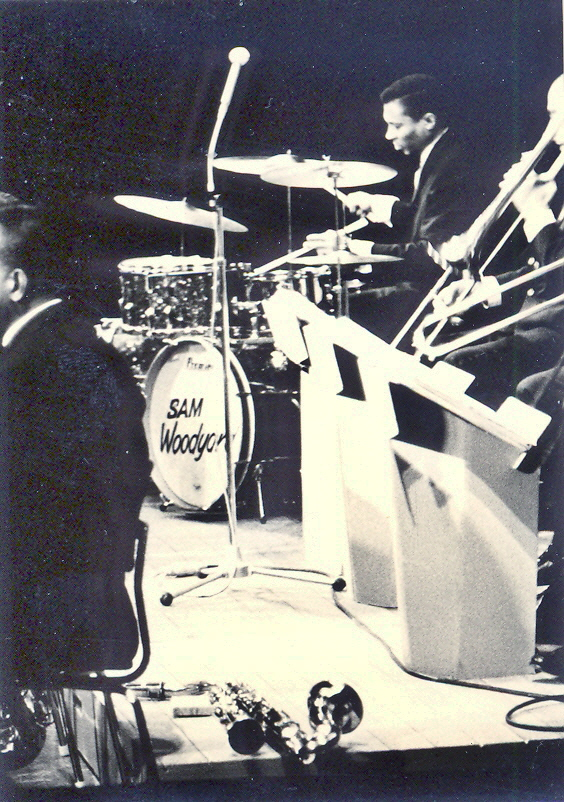
Sam Woodyard

## Zitate zum Duke Ellington Orchestra

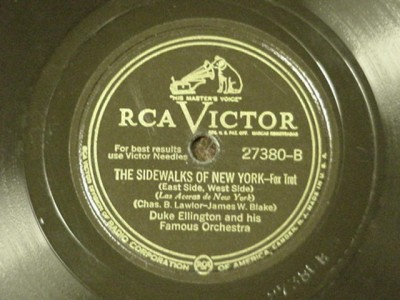
„The Sidewalks of New York“ 78er des Duke Ellington Orchestra vom Dezember 1940

„Ellington spielt Klavier, aber sein eigentliches Instrument ist seine Band. Jedes Mitglied seiner Band ist für ihn eine bestimmte Klangfarbe und eine bestimmte Skala von Gefühlen, die er mit anderen, gleich charakteristischen mischt, um etwas Drittes zu erzeugen, was ich den „Ellington-Effekt“ nennen möchte. (...) Ellington geht es um den individuellen Musiker und um das, was geschieht, wenn alle Individuen ihre musikalischen Eigenarten zusammentun. Wenn ein Zuhörer ihn auf dem Podium beobachtet, kann er leicht auf den Gedanken kommen, dass er die üblichen Routine-Bewegungen macht wie jeder andere, der vor einer Band steht. Wer aber ganz genau beobachtet, wir bestimmt entdecken, wie ihm oft eine winzige Drehung des Fingers genügt, und er hat aus einem Musiker den gewünschten Klang herausgeholt.“

„Man muss am richtigen Ort vor den richtigen Leuten zur richtigen Zeit das Richtige machen.“

„Ich will sie (meine Musiker) um mich haben und hören, wie sie meine Musik spielen. Es interessiert mich nicht, ob ich Musik für die Nachwelt schaffe. Das einzige, was ich will, ist, dass es jetzt im Augenblick gut klingt.“